# Пам'ятники Олені Телізі
Людина, на честь якої названі ці об’єкти: Теліга Олена Іванівна
Пам'ятники Олені Телізі — монументальне увіковічнення видатної української поетеси та культурного і політичного діяча Олени Іванівни Теліги (1906—1942).

## Географія розташування
Встановлення пам'ятників Олені Телізі почалось порівняно пізно — в 2009—2017 роках і лише — в столиці України.

### Київ

#### 1992
Перший Пам'ятний Хрест було встановлено ще 21 лютого 1992 року на символічному місці поховання Олени Теліги та її побратимів у Бабиному Яру в Києві членами ОУН та представниками патріотичної громадськості України. У ніч на 15 липня 2009 року було зруйновано Пам'ятний хрест загиблим членам ОУН і розбито меморіальну дошку на честь учасників антифашистського підпілля ОУН. 28 вересня 2009 року знову було відкрито та освячено дерев'яний Пам'ятний знак-хрест загиблим членам ОУН. Кам'яний хрест замість дерев'яного було встановлено на тому ж місці у Бабиному Яру з нагоди 110 річниці від дня народження Олени Теліги, в липні 2016 р.

#### 2006
22 травня 2006 р. з ініціативи Ольги Кобець, народного депутата України, Голови Всеукраїнського жіночого товариства імені Олени Теліги, до 100-річчя від дня народження Олени Теліги було видано Указ Президента В. Ющенка, яким, зокрема, передбачалось встановлення пам'ятника Олені Телізі в Бабиному Яру в Києві.

#### 2009
- 28 лютого 2009 року в Києві урочисто відкрито меморіальну дошку на  будинку № 25/18  по вулиці Гетьмана Павла Скоропадського, в якому проживала Олена Теліга перед розстрілом у лютому 1942 року.
- 31 серпня 2009 року відбулося урочисте відкриття пам'ятника Олені Телізі у місті Києві на території скверу по вулиці Політехнічній навпроти 12 корпусу КПІ. Пам'ятник створено скульптором Володимиром Івановичем Щуром в 2008 році за кошти викладачів та випускника КПІ 1992 року Д.Андрієвського.[1][2].

#### 2017
- 25 лютого 2017 року на території Національного історико-меморіального заповідника «Бабин Яр» у Києві відбулося відкриття пам'ятника Олені Телізі[3]. Автори: скульптори Олександра Рубан і Віктор Липовка. Участь у заході взяли представники влади, громадськість, молодь. Освятив пам'ятник патріарх Київський і всієї Руси-України Філарет. Вартість пам'ятника близько 8 мільйонів гривень[4]. 
  - О 22 годині 17 березня 2017 року невідомі облили червоною фарбою пам'ятник українській поетесі Олені Телізі. Наступного дня волонтери відчистили монумент.[5].

### Заліщики
- 24 серпня[6] 2006 року урочисто відкрито на її честь меморіальну дошку в Заліщиках Тернопільської області на будинку колишньої вілли  «Вікторія», де вона відпочивала в серпні 1936 року[7].

## Перелік
| № | Місто                                   | Фото | Архітектор | Скульптор                                                 | Відкриття |
| - | --------------------------------------- | ---- | ---------- | --------------------------------------------------------- | --------- |
| 1 | Пам'ятник Олені Телізі на території КПІ |      |            | Володимир Щур                                             | 2007 рік  |
| 2 | Пам'ятник Олені Телізі в Бабиному Яру   |      |            | Олександра Рубан, Віктор Липовка та архітектор Іван Єршов | 2017 рік  |

## Світлини

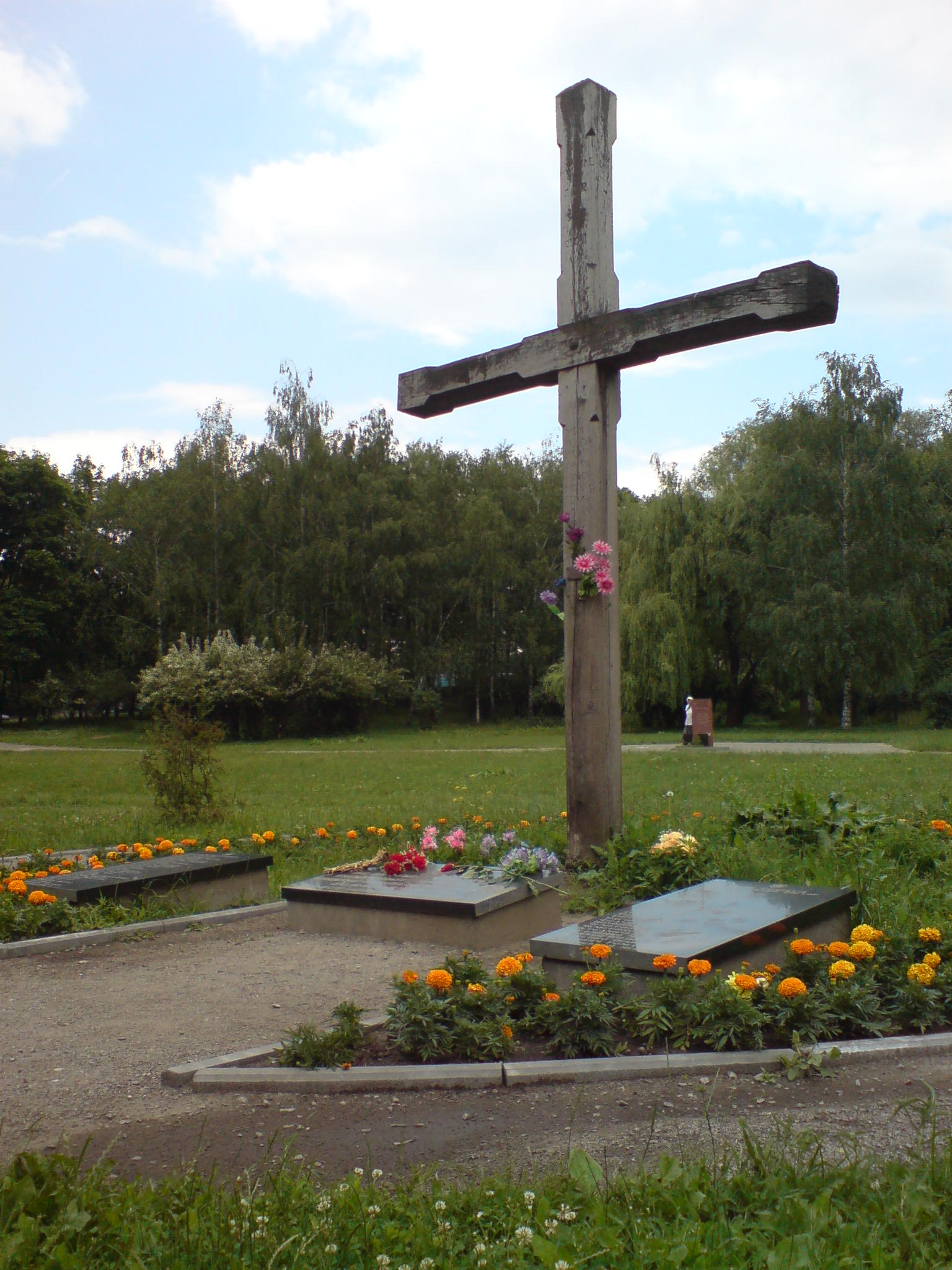
Перший дерев'яний Пам'ятний хрест Олені Телізі та членам ОУН, розстріляним нацистами у Бабиному Яру. Встановлений 21 лютого 1992 р. за ініціативи останнього Президента УНР в екзилі Миколи Плав'юка
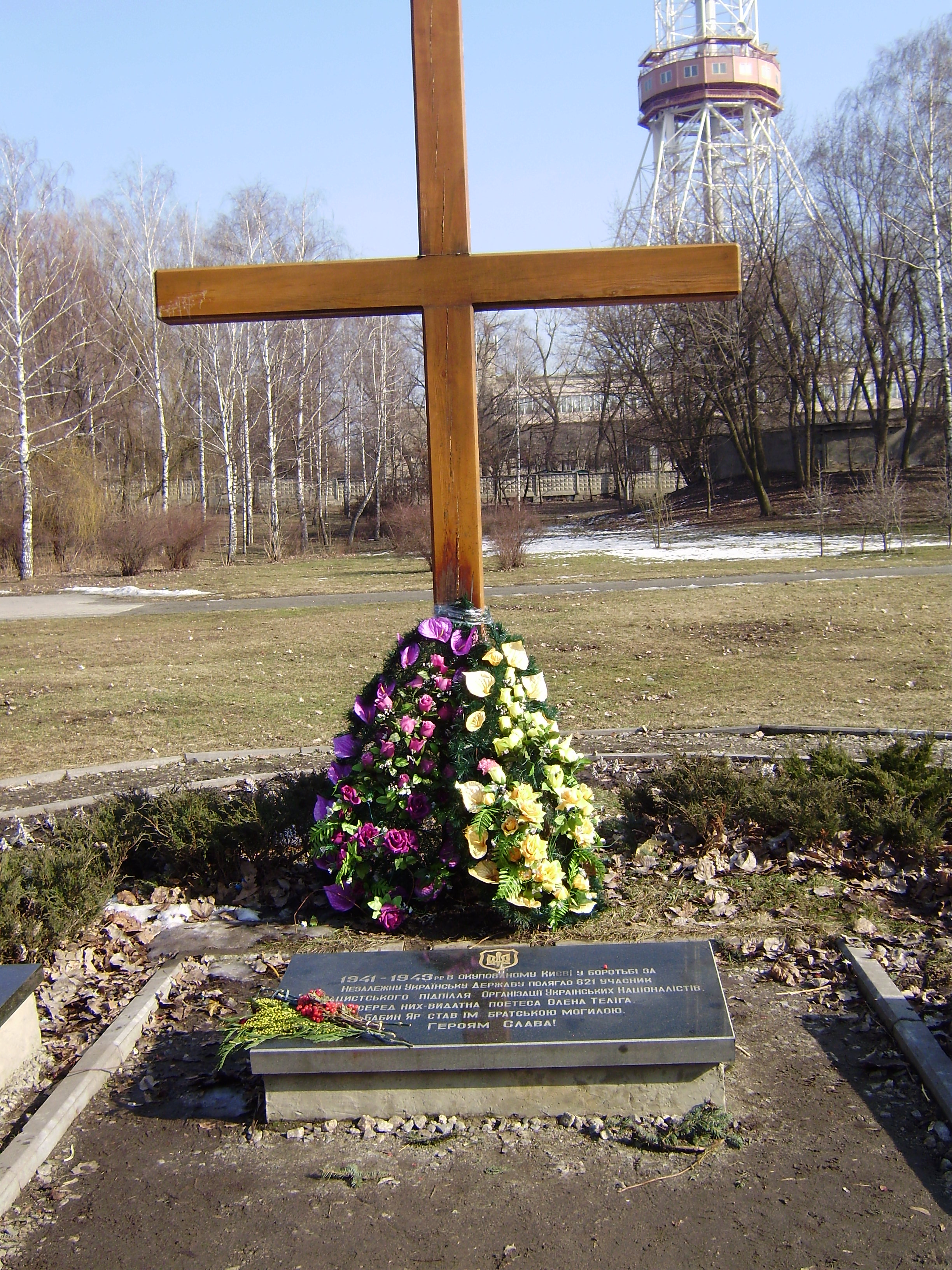
Другий Пам'ятний Хрест, встановлений у Бабиному Яру на місці пошкодженого.
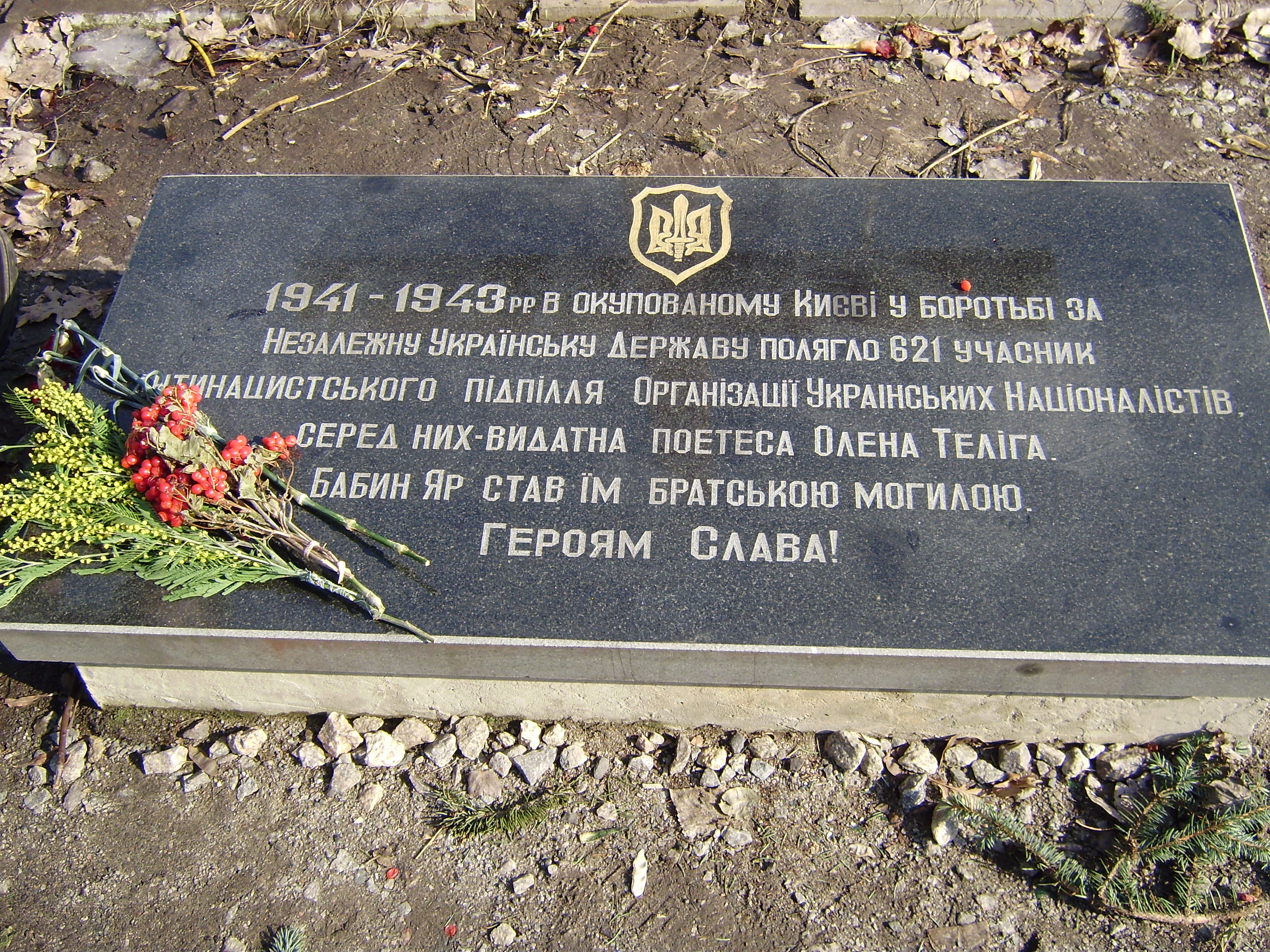
Меморіальна табличка біля хреста у Бабином Яру
- Відкриття пам'ятника Олені Телізі в Бабиному Яру на обкладинці газети "Культура і життя"